# CurseForge
CurseForge is een distributieplatform voor plug-ins, aanpassingen ("mods") en uitbreidingspakketten ("add-ons") voor computerspelen zoals onder andere Minecraft: Java Edition, World of Warcraft, The Sims 4 en StarCraft II.
Naast een website biedt CurseForge gebruikers de mogelijkheid om door middel van een app voor Windows, macOS en Linux deze plug-ins, mods en add-ons te downloaden en installeren.
CurseForge betaalt de auteurs van de plug-ins, mods en add-ons 70% tot 80% van de advertentie-inkomsten die de app genereert.
In 2020 werd CurseForge door Overwolf overgekocht van Twitch.